# Reichshallentheater

Konzerthalle um 1900

Das Reichshallentheater (auch Reichshallen und Reichshallentheater Stettiner Sänger) war ein 1872 erbautes Theatergebäude in Berlin, Leipziger Straße 77, das bis zum Jahr 1933 genutzt wurde. Sein reich geschmückter Innenraum umfasste mehr als 1000 Plätze. Außerhalb der Konzertsaison wurde der Konzertsaal durch das ansässige Restaurationslokal nachgenutzt.

## Geschichte

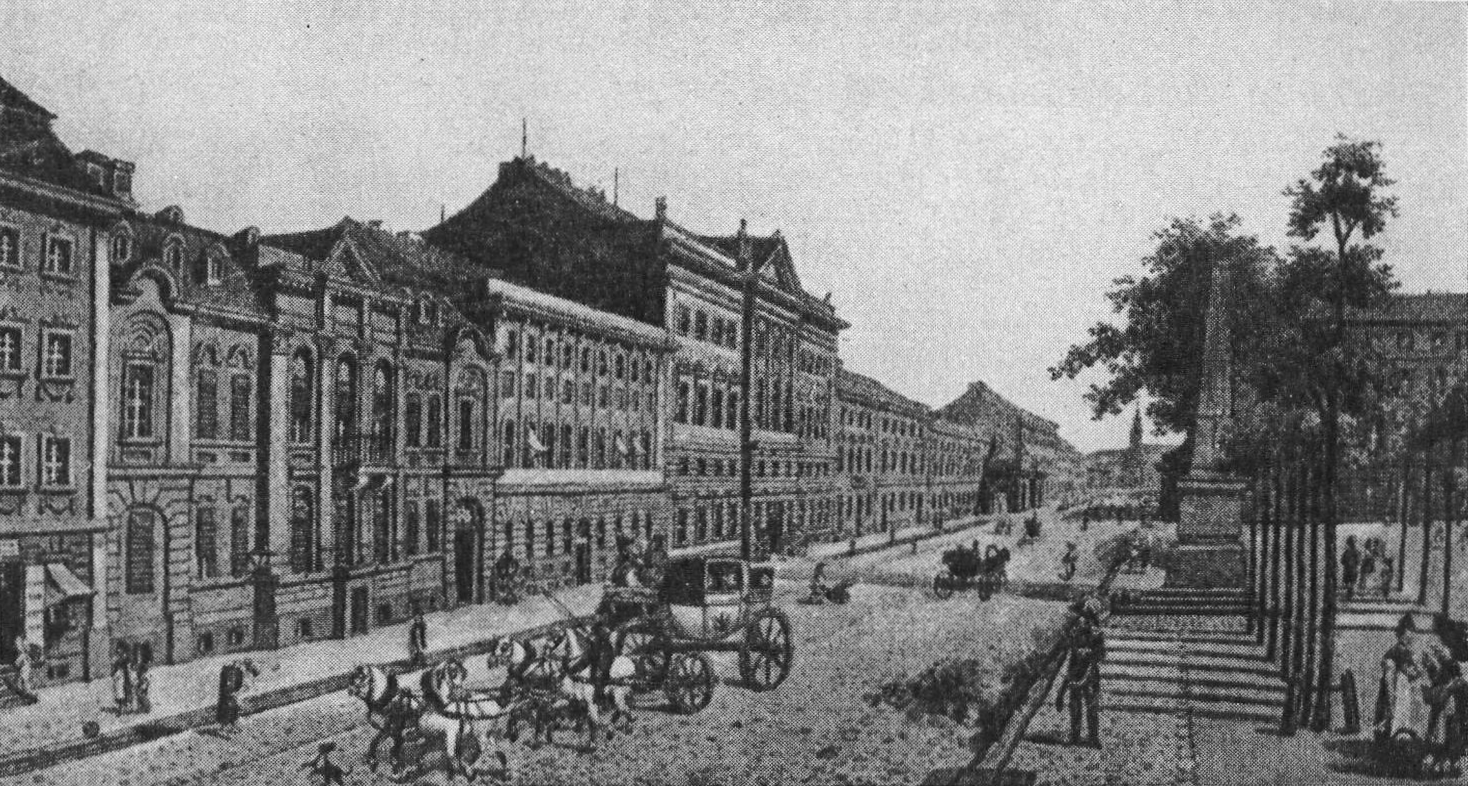
Leipziger Straße 75, 76 und 77

Das Theater wurde im Jahr 1872/1873 als Deutsche Reichshallen gegenüber dem Dönhoffplatz durch den Baumeister Wesenburg nach den Plänen des Architekten Eduard Titz erbaut. Schon vor dem Theater befand sich dort das Restaurant Reichshallen des Gastronomen J. D. Lander. Dieser richtete im November 1873 nach den Ansprüchen seiner Kundschaft einen Mittagstisch ein. Das Eröffnungskonzert der Konzerthalle wurde am 25. Dezember 1873 durch den Dirigenten Julius Stern gegeben. Ein nachfolgender Zeitungsartikel berichtet, dass dieses in unangenehmer Weise unterbrochen wurde. Die Gasflamme einer Ventilationsöffnung war einem überhängenden Stück Tapete zu nahe gekommen, sodass dieses aufglomm. Einer der Zuschauer ließ daraufhin den Ruf „Feuer“ erklingen. Trotzdem konnte das Konzert anschließend mit Mühe seinen Fortgang nehmen.
Im April 1874 konnte die große Orgel gegenüber dem Konzertsaaleingang fertiggestellt werden.

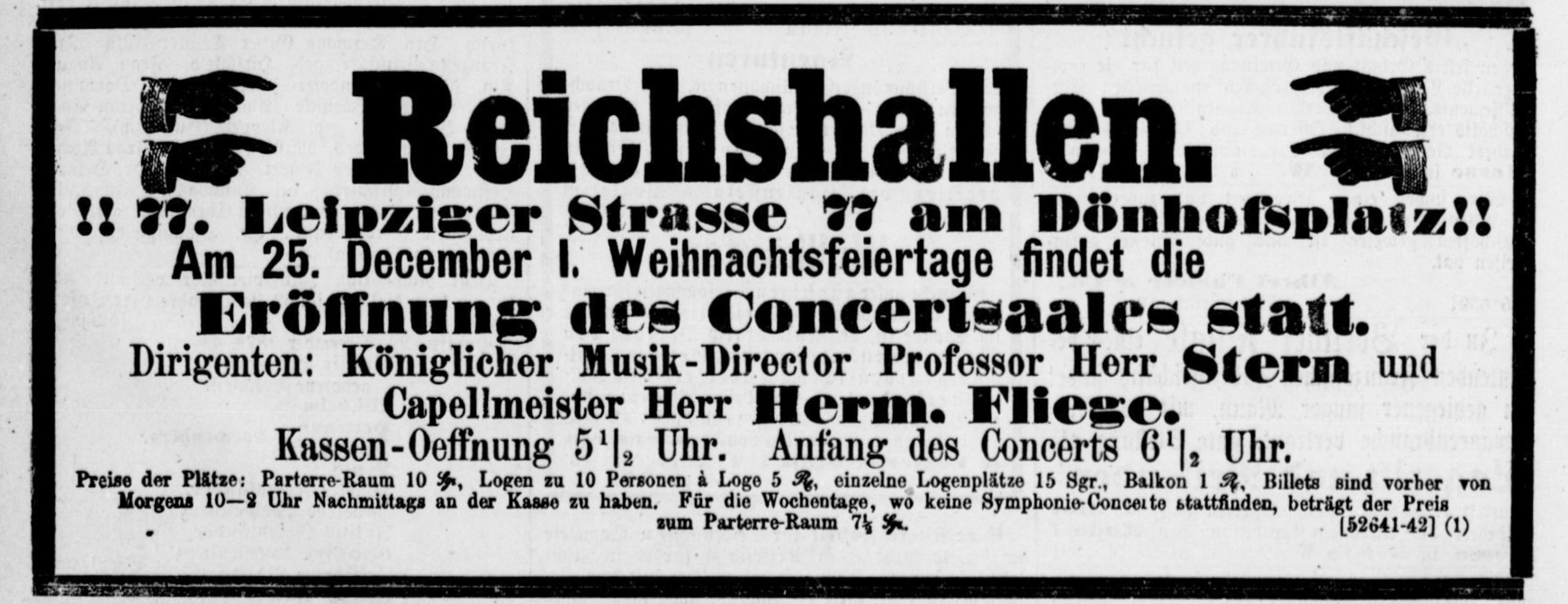
Einladung zum Eröffnungskonzert

Bis zum Oktober 1874 befand sich im Vorderhaus an der Straßenfront, dem Becker’schen Haus, die Amtswohnung des Präsidenten des Preußischen Abgeordnetenhauses. In der anliegenden Nr. 76 war um 1876 das Geheime Zivilkabinett Preußens ansässig.
Zur Wahl 1880 (Dreiklassenwahlrecht) fungierten die Reichshallen unter anderem als Wahllocal. Eine Untersuchung des Leitungswassers der Reichshallen im selbigen Jahr ergab folgende Bemerkung: Der Farbe nach Spreewasser; geringer Bodensatz; einige Cyclopsexemplare; im Bodensatz nur Sandkörnchen und Eisenkörnchen, ein Exemplar von Acarus.

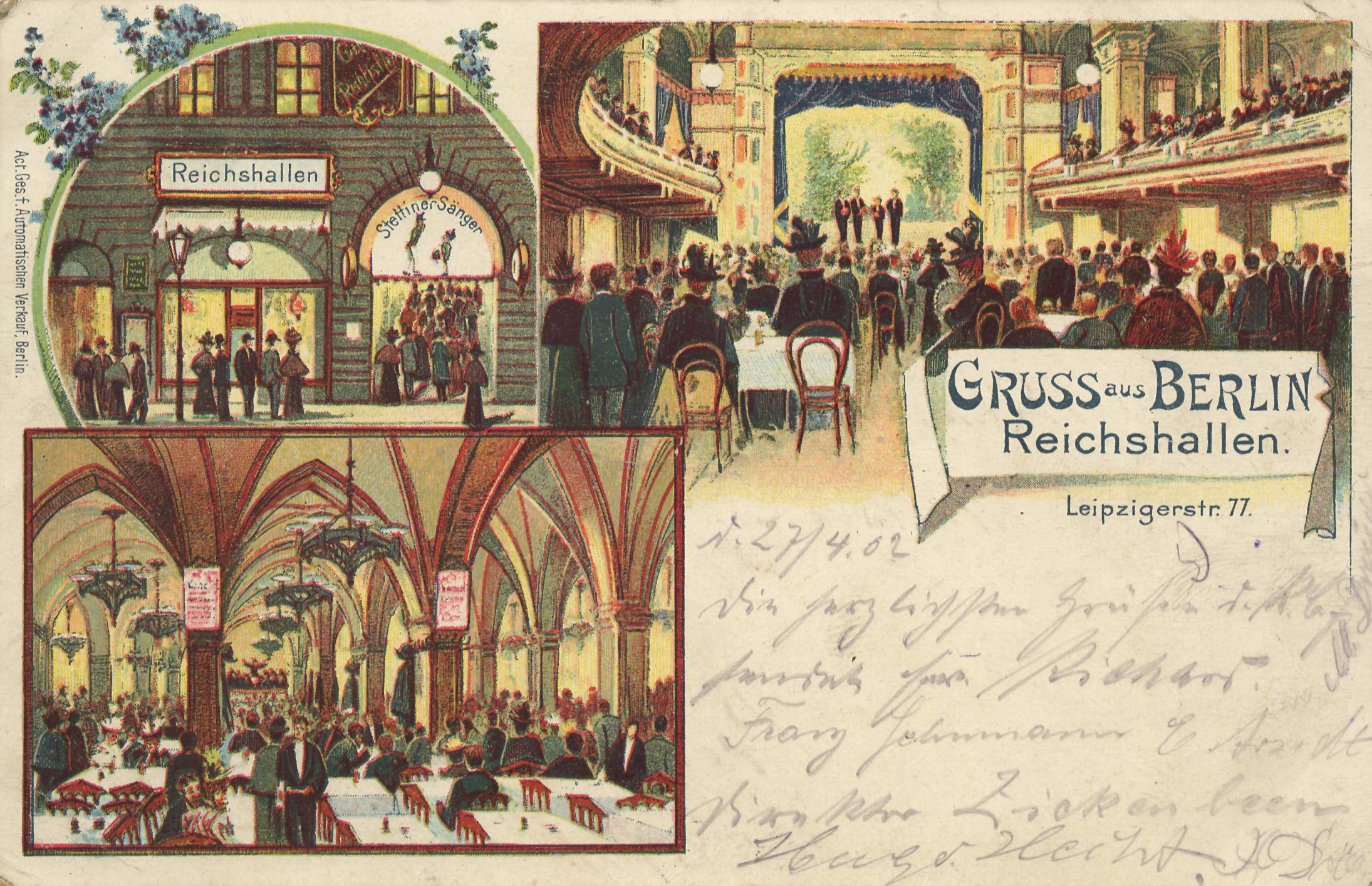
Gruß aus Berlin Reichshallen, 1902

Ab 1883 traten hier die 1879 in Stettin gegründeten Stettiner Sänger regelmäßig auf. Im Jahre 1898 bekamen diese hier eine ständige Unterkunft, sodass im Folgenden eine Umbenennung mit einem Zusatz zu Reichshallen-Theater Stettiner Sänger stattfand. Als Direktoren wurden 1921 Alexander Genée und letztlich für die Jahre 1930 bis 1933 Ferdinand Meisel genannt.
Nach dem Tod des Direktors Ferdinand Meisel wurde das Theater von seinem Sohn Dr. med. Kurt Meisel übernommen. Dieser verlor darauffolgend jedoch die Theaterkonzession – aufgrund Nichterfüllung feuerpolizeilicher Anforderungen in Bezug auf die Bühnenausstattung sowie die Kleiderablagen. Infolgedessen wurde die Nutzung als Theater beendet, sodass es ab dem Jahr 1933 leer stand. Nach der Machtergreifung wurden im Jahre 1937 Umgestaltungen für Ausstellungen der ADEFA vorgenommen. Mitte der 1960er Jahre wurde das Gebäude schließlich abgerissen und die heutige Bebauung entstand.

## Gebäude und Ausstattung

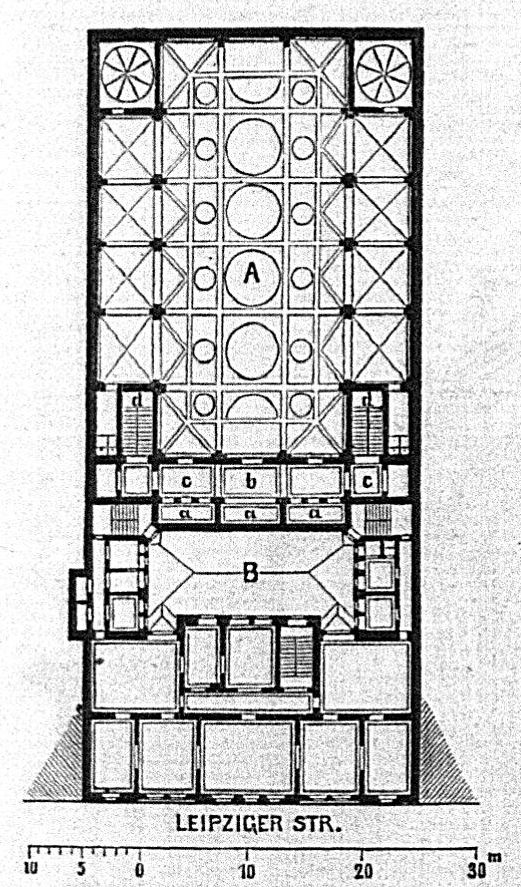
Reichshallen, 1877 (Hauptgeschoss) A Konzertsaal, B Glasbedeckter Hof, a Garderoben, b und c Vorraum, d Treppen zum Saal

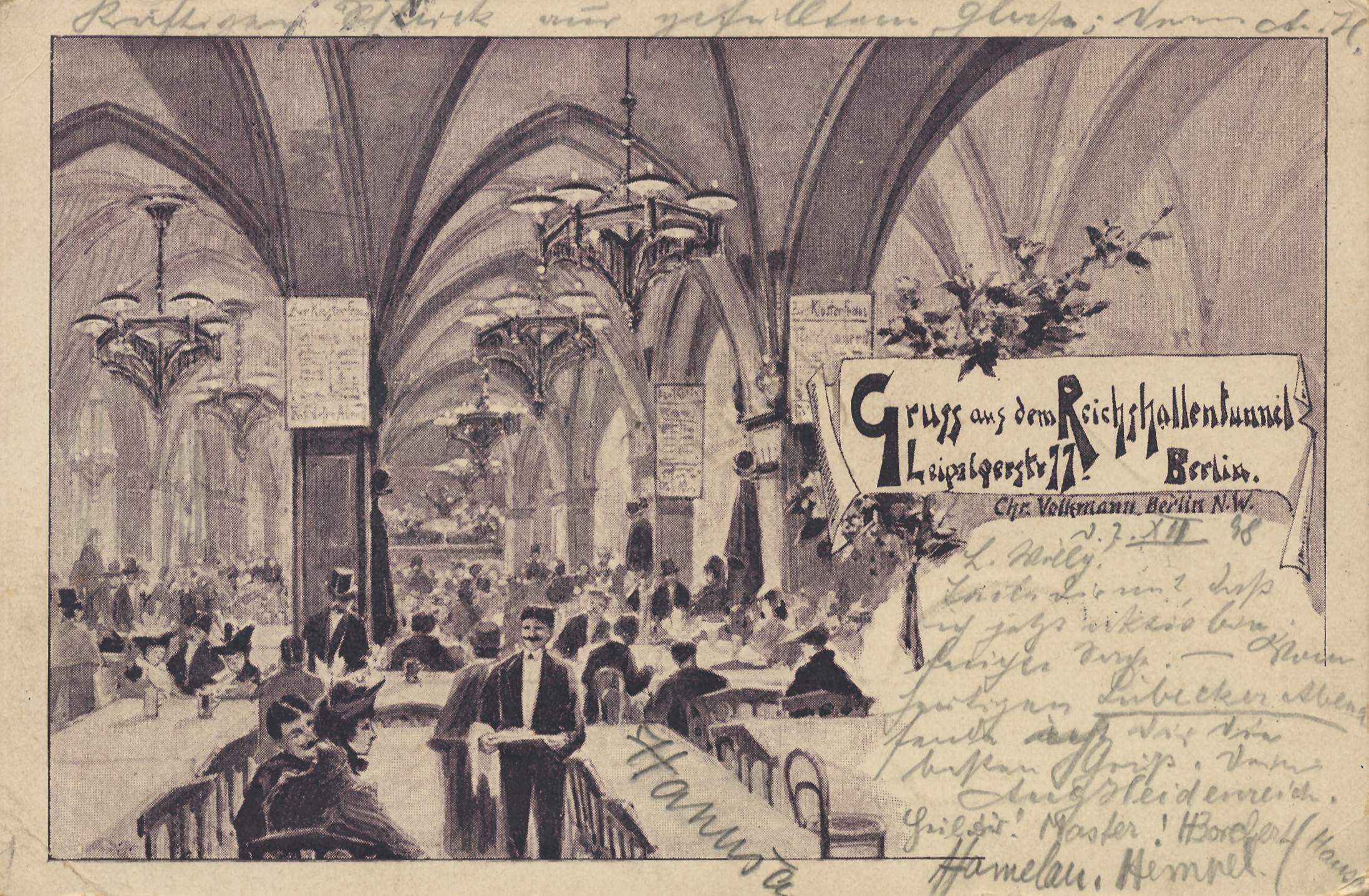
Seitenschiffe Reichshallentunnel

Die Theateranlage befand sich in einem Quergebäude hinter dem Becker’schen Miethaus, welches an der Straßenfront anlag. Durch einen glasbedeckten Hof und einen Garten gelangte man in das Quergebäude. In diesem befand sich im Erdgeschoss ein Restaurationslocal (u. a. Dönhoff Brettl) und im ersten Stock der Saalbau bzw. Konzertsaal.
Der in Renaissanceformen ausgebildete Konzertsaal war in dem System einer dreischiffigen Hallenkirche erbaut. Im Gesamten bemaß er 38 m Länge, 30,2 m Breite und 16,5 m Höhe. Das Mittelschiff war mit einer geraden Decke abgeschlossen, die zwei anliegende Seitenschiffe von 6,27 m Breite mit quadratischen Kreuzgewölben. Die Seitenschiffe sowie das erste Travée des Mittelraums wurden in einer Höhe von 4,1 m ursprünglich mit Galerien ausgestattet, später durch Emporen ersetzt. Beleuchtet wurde die Halle durch zwei große Kronleuchter in der Mitte und acht kleinere an den Seiten, insgesamt mit ca. 1000 Flammen. Am Tage fand nur eine spärliche Beleuchtung mit jeweils vier runden Oberlichtern statt.
Gegenüber dem Eingang des Konzertsaals befand sich das Orchesterpodium mit einer Orgel. Das Parterre des Konzertsaals war jeweils getrennt durch einen Mittelgang, beidseitig 10 Orchesterlogen, 107 Orchestersitze, daran schlossen sich – ebenfalls auf beiden Seiten – 290 Parkettsitzplätze für die Zuschauer an. Der erste Rang verfügte mittig über Balkonlogen, jeweils rechts und links mit rund 100 Plätzen. Seitwärts gab es gesonderte Fremdenlogen (je 16 Sitzplätze) und Proszeniumslogen (je 7 Sitzplätze). Die Plätze im ersten Rang wurden von viereckigen geschmückten Säulen getragen.
Die Energieerzeugung erfolgte mittels einer Dampfmaschine der Stuttgarter Maschinen- und Kesselfabrik von G. Kuhn.

## Persönlichkeiten dieses Theaters (Auswahl)
- Leo Fall, Geiger, war in den 1920er Jahren Orchestermitglied in diesem Theater.[17]
- Julius Stern, seit 1873 Dirigent der Reichshallen-Konzerte
- F. W. Hardt, Sänger[18]
- Gebrüder Herrnfeld, zunächst Artisten, später mit eigenem Theater[19]
- Walter Kollo, deutscher Operettenkomponist[18]

## Namensvettern

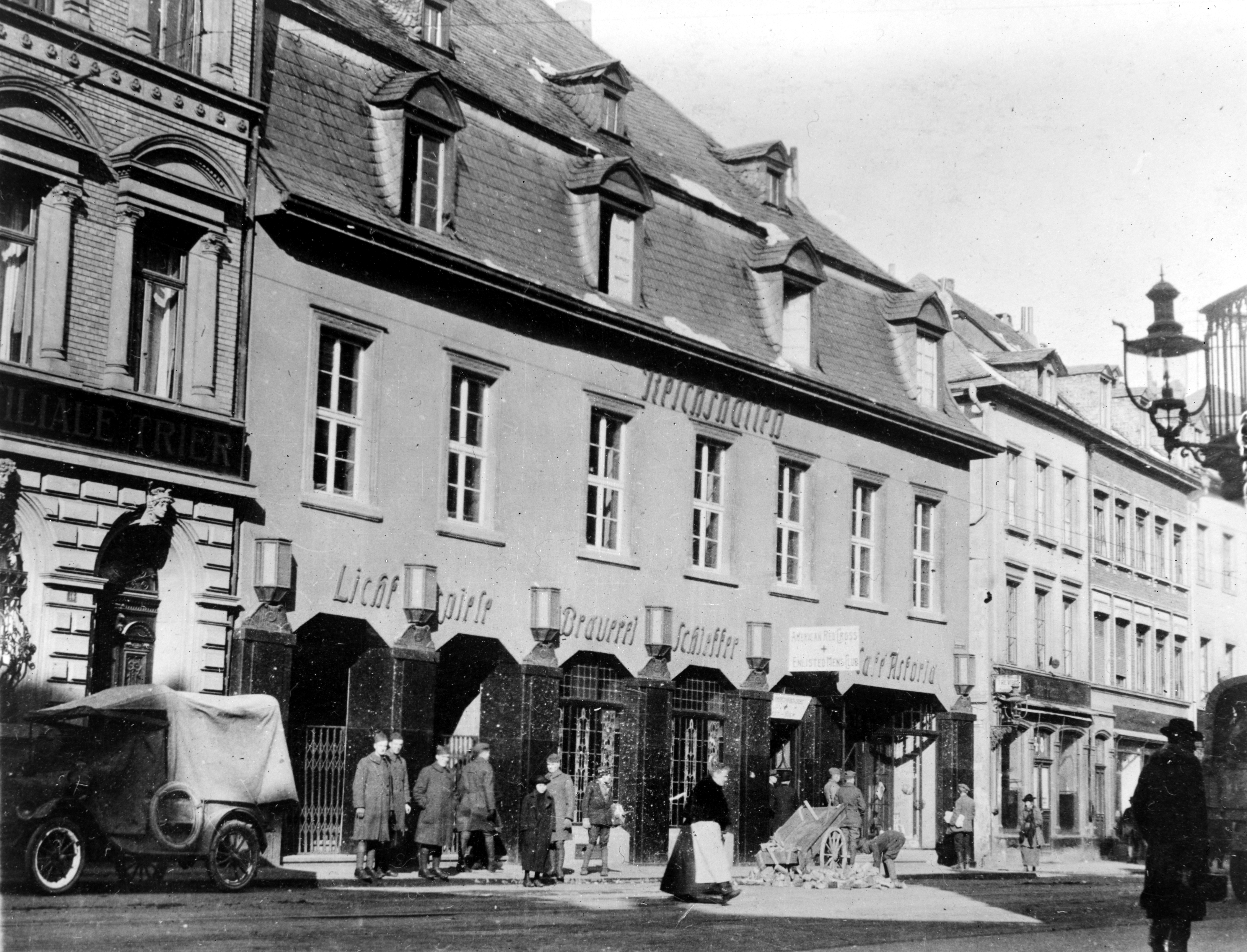
Reichshallen, Trier

In zahlreichen deutschen Städten gab es Anfang des 20. Jahrhunderts ebenfalls Reichshallen-Theater, darunter in: Aachen im Raths-Keller, Dortmund (1895 gegründet), Chemnitz, Erfurt (1895 gegründet), Essen (1890 gegründet), Görlitz (Capitol), Hamburg, Iserlohn, Karlsruhe, Kiel (Reichshallen-Theater Hagen & Sander), Köln
(gegründet 1887), Nürnberg, Stuttgart, Trier und Wiesbaden.